# Саргасово море
Саргасово море (на английски: Sargasso Sea) е море от акваторията на Атлантическия океан, разположено в субтропичните ширини между 20 – 35°с.ш. и 40 – 70°з.д. (между Канарското течение на изток, Северното пасатно течение на юг и Гълфстрийм на север). Площта му е около 6 – 7 млн.km2, като границите му са неопределени и зависят от сезонните колебания на границите на горе споменатите океански течения. В района на морето ветровете и теченията са слаби и неустойчиви, тъй като те се намират в центъра на антициклоналния кръговрат на повърхностните води. Зимната температура на водата варира от 18 °C до 23 °C, а лятната – от 26 °C до 28 °C. Солеността му е 36,5 – 37‰. Саргасово море е получило своето име от грамадните струпвания на повърхността или близо до нея на саргасови водорасли, обилието на които е свързано с наличието в морето на зона на сближаване на повър
Саргасово море е най-странното море на нашата планета. То е без собствени брегове, заобиколено е от кръгови течения, с яркосиня вода.
В Саргасово море се размножават змиорките. Миграцията на змиорките и това как те се ориентират до това море, както и много други въпроси все още нямат отговор. Предполага се, че видовете, които мигрират, имат вродена „навигационна система“ – ориентират се по звездите, по химичния състав на водата или по миризмата на водния басейн, който търсят. В морето обитават многочислени и разнообразни животни, често свободноплаващи (макрелови, летящи риби, морска игла, морски костенурки и др.), често прикрепени към водораслите (актинии, медузи и др.). В миналото водите на морето са били изключително чисти, като прозрачността е стигала до 60 m, а сега морето е силно замърсено.